# El Velero
El Velero är en liten badort vid Stillahavskusten i kommunen Nagarote i västra Nicaragua. Den ligger i comarcan La Gloria, mellan badorterna Miramar i norr och Playa Hermosa i söder.

## Aktiviteter
Det finns utmärkta badmöjligheter längs den drygt 500 meter långa havsstranden, med ljus småkornig sand. Klipppartier längs kusten skapar också fina naturliga badbassänger.